# Spinoff (teknik)
Spinoff är inom teknik- och vetenskapssammanhang ett system som kommer till användning för ett annat syfte än det ursprungliga. Ofta har militära system/upptäckter senare gett spinoff-teknik med civila tillämpningar. Spinoff-teknik har framför allt kommit från stora, statliga forskningsprojekt som Manhattanprojektet, som senare gav civil kärnkraft och de amerikanska och sovjetiska rymdprogrammen.